# Elezioni federali in Canada del 1993
Le elezioni federali in Canada del 1993 si tennero il 25 ottobre per il rinnovo della Camera dei comuni.
Si tratta di una delle elezioni più importanti nella storia politica canadese avendo configurato un grande riallineamento politico nel paese. 
Dopo nove anni di governo la coalizione elettorale dei Conservatori Progressisti si era disgregata, e l'esecutivo si trovò ad affrontare una profonda erosione di consensi. Al termine degli scrutini il Partito Liberale emerse come il netto vincitore della consultazione.
I Conservatori Progressisti più che dimezzarono il proprio voto popolare, e riuscirono a rieleggere solamente 2 parlamentari su 156 uscenti. L'elettorato e i seggi conservatori furono perlopiù raccolti da due nuovi gruppi regionalisti: il Partito della Riforma, di destra, nel Canada occidentale, e il Blocco del Québec, di matrice indipendentista, nella provincia francofona. Il Nuovo Partito Democratico ottenne un risultato deludente.
La nuova Camera dei comuni fu caratterizzata da un ampio ricambio dei membri, in quanto ben 194 seggi su 295 videro l'elezione di parlamentari di diversa appartenenza politica rispetto alle consultazioni precedenti del 1988.
L'elezione ebbe ampi risvolti per la politica nazionale. L'affermazione del Blocco e il rinnovamento dell'indipendentismo del Québec portarono al referendum sull'indipendenza della provincia. Nonostante uno spartimento del voto simile tra conservatori e riformisti, l'elettorato non riuscì a trovare sintesi di rappresentanza a causa del sistema maggioritario. Nel 2003 i due gruppi, ormai bloccati all'opposizione da un decennio, fondarono l'odierno Partito Conservatore del Canada.

## Contesto
La leader del Partito Conservatore Progressista del Canada (PC), la prima ministra Kim Campbell, indisse le elezioni l'8 settembre 1993 visto l'avvicinarsi della fine del mandato quinquennale del Parlamento. La Campbell era succeduta al precedente primo ministro Brian Mulroney nel giugno 1993, in un periodo di forte impopolarità per il PC a causa del fallimento degli Accordi del lago Meech e degli Accordi di Charlottetown, dell'introduzione della nuova Good and Services Tax e della recessione di inizio anni '90. Inoltre, l'emergere di nuovi partiti concorrenziali per lo stesso elettorato aveva indebolito ulteriormente l'attrattiva del Partito Conservatore Progressista.

## Risultati
| Liste                                             | Voti       | %     | Seggi |
| ------------------------------------------------- | ---------- | ----- | ----- |
| Partito Liberale del Canada                       | 5 647 952  | 41,32 | 177   |
| Partito della Riforma del Canada                  | 2 559 245  | 18,72 | 52    |
| Partito Conservatore Progressista del Canada      | 2 186 422  | 16,00 | 2     |
| Blocco del Québec                                 | 1 846 024  | 13,51 | 54    |
| Nuovo Partito Democratico                         | 939 575    | 6,87  | 9     |
| Partito Nazionale del Canada                      | 187 251    | 1,37  | –     |
| Partito della Legge Naturale del Canada           | 84 743     | 0,62  | –     |
| Partito Verde del Canada                          | 32 979     | 0,24  | –     |
| Partito della Tradizione Cristiana del Canada     | 30 358     | 0,22  | –     |
| Partito Libertariano del Canada                   | 14 630     | 0,11  | –     |
| Partito Abolizionista del Canada                  | 9 141      | 0,07  | –     |
| Partito del Canada                                | 7 506      | 0,05  | –     |
| Partito per il Commonwealth del Canada            | 7 316      | 0,05  | –     |
| Partito Comunista del Canada (Marxista-Leninista) | 5 136      | 0,04  | –     |
| Indipendenti                                      | 60 434     | 0,44  | 1     |
| Altri                                             | 48 959     | 0,36  | –     |
| Totale                                            | 13 667 671 | 100   | 295   |